# Sweet Suburbia: The Best of the Skids
Sweet Suburbia: The Best of the Skids är ett samlingsalbum av punkbandet The Skids från 1995. Albumet har även släppts under andra namn, bl.a. "Into the Valley: The Best of the Skids" och "Dunfermline".

## Låtlista
1. Into the Valley (3:18)
2. Charles (2:45)
3. The Saints Are Coming (2:43)
4. Scared to Dance (3:20)
5. Sweet Suburbia (2:27)
6. Of One Skin (2:30)
7. Night and Day (2:40)
8. Animation (4:07)
9. Working for the Yankee Dollar (Singel version) (3:41)
10. Charade (3:55)
11. Masquerade (2:48)
12. Circus Games (3:58)
13. Out of Town (4:11)
14. Goodbye Civilian (4:20)
15. A Woman in Winter (5:57)
16. Hurry On Boys (3:46)
17. Iona (3:24)
18. Fields (4:27)